# 守口市立土居小学校
守口市立土居小学校（もりぐちしりつ どい しょうがっこう）は、大阪府守口市にあった公立小学校。

## 概要
守口市の北西部に位置していた。1945年、土居国民学校として開校した。守口市立守口小学校との統合により2006年に閉校した。学校敷地内にプールがなく、隣接する日吉公園内の守口市営日吉プール(25ｍプール1つのみ)を借用してプール授業を行っていた。

## 沿革
高等科を設置した学校として1945年に土居国民学校が開校した。校区は当時の守口町全域を範囲としていた。学制改革により、守口市立守口小学校と守口市立滝井小学校から分離する形で、1947年に守口市立土居小学校として発足した。
1952年には、校区変更に伴い滝井小学校の校区の一部を編入した。1957年には守口市立春日小学校を分離している。
守口市の方針により、2006年に守口小学校へ統合した。跡地には、守口警察署が移転している。

### 年表
- 1945年4月1日 - 土居国民学校として開校。
- 1947年 - 守口市立土居小学校として発足。守口市立守口小学校および守口市立滝井小学校から分離。
- 1952年 - 通学区域の一部を滝井小学校から土居小学校へ変更。
- 1957年 - 守口市立春日小学校を分離。
- 2006年 - 閉校。守口小学校へ統合。

## 通学区域
- 守口市 祝町、金下町1丁目・2丁目（それぞれ一部）、京阪本通1丁目・2丁目（それぞれ一部）、早苗町、豊秀町1丁目・2丁目（それぞれ一部）、土居町、日吉町1丁目・2丁目（それぞれ一部）、平代町（一部）、文園町（一部）、本町1丁目（一部）、緑町[5]。
  - 卒業生は守口市立第一中学校に進学していた。

## 交通
- 京阪本線 守口市駅 西へ約400m。
- 地下鉄谷町線 守口駅 南西へ約500m。